# باگدها
باگدها (به لاتین: Bagdha) یک روستا در بنگلادش است که در استان باریسال و در ناحیه باریسال واقع شده است.